# Iwamoto Hironari
Hironari Iwamoto (sinh ngày 27 tháng 6 năm 1970) là một cầu thủ bóng đá người Nhật Bản.

## Sự nghiệp câu lạc bộ
Hironari Iwamoto đã từng chơi cho Bellmare Hiratsuka và Montedio Yamagata.